# Mjöllni

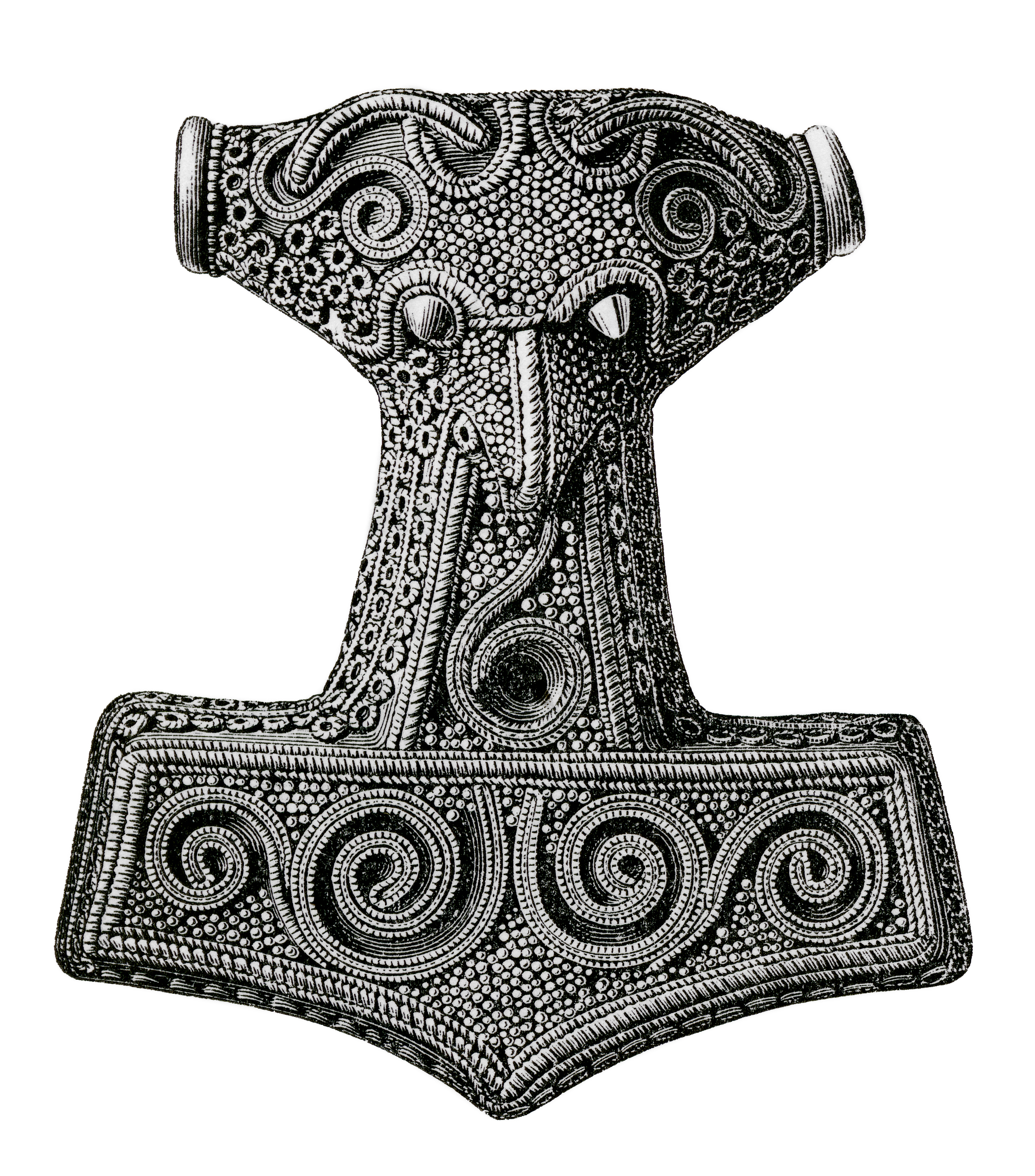
Detailní kresba stříbrného Mjöllniru nalezeného v jiho-švédské oblasti Skåne. Originální amulet je z 9. století a dnes je uložen ve Švédském historickém muzeu.

Mjöllni (též Mjollnir, Mjölnir) neboli „Thórovo kladivo“ (též „kladivo boha Thóra“) je magická zbraň, kterou podle severské mytologie vlastní bůh Thór. 

## Mytologie

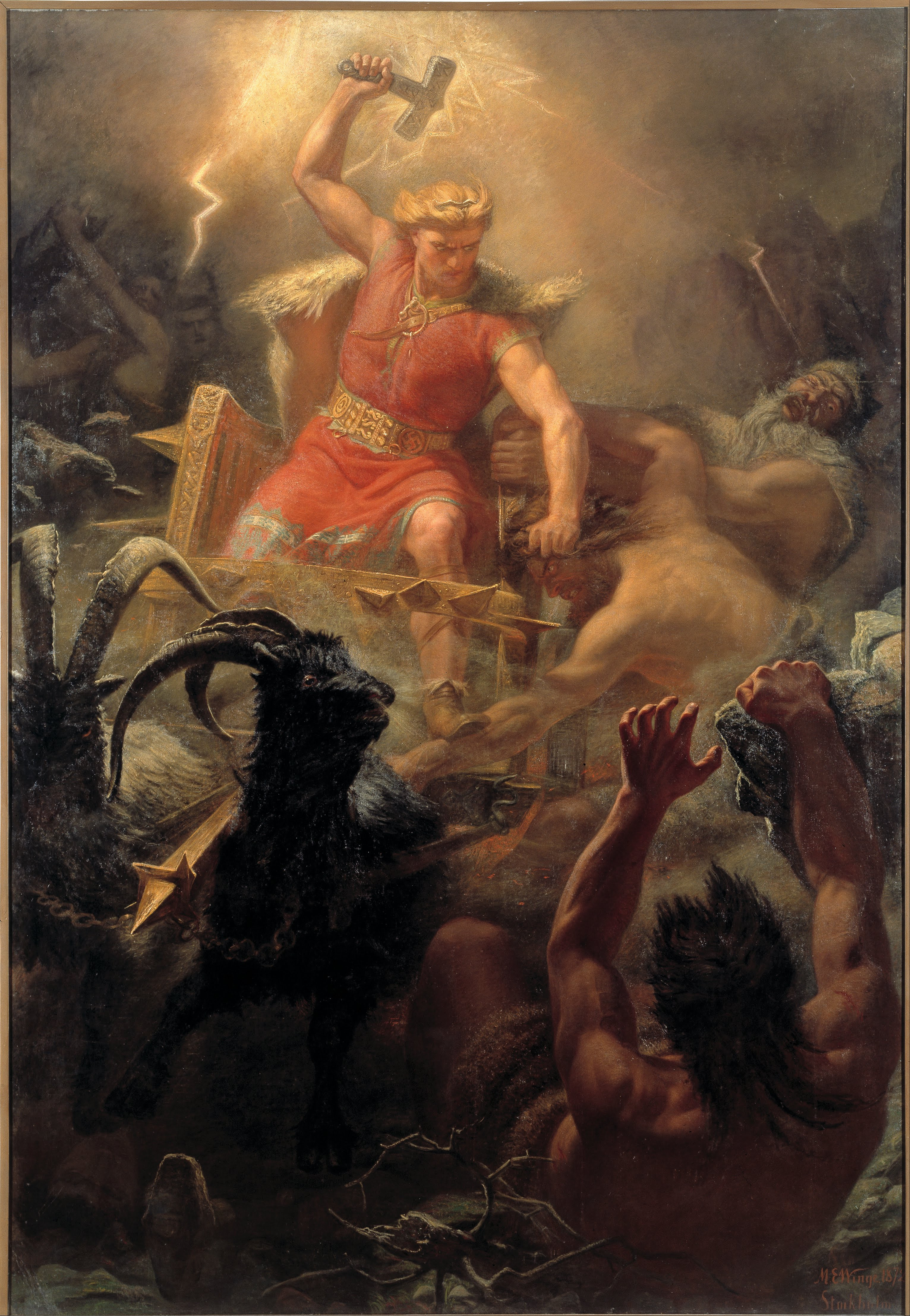
Thór bojuje s obry (1872), Mårten Eskil Winge

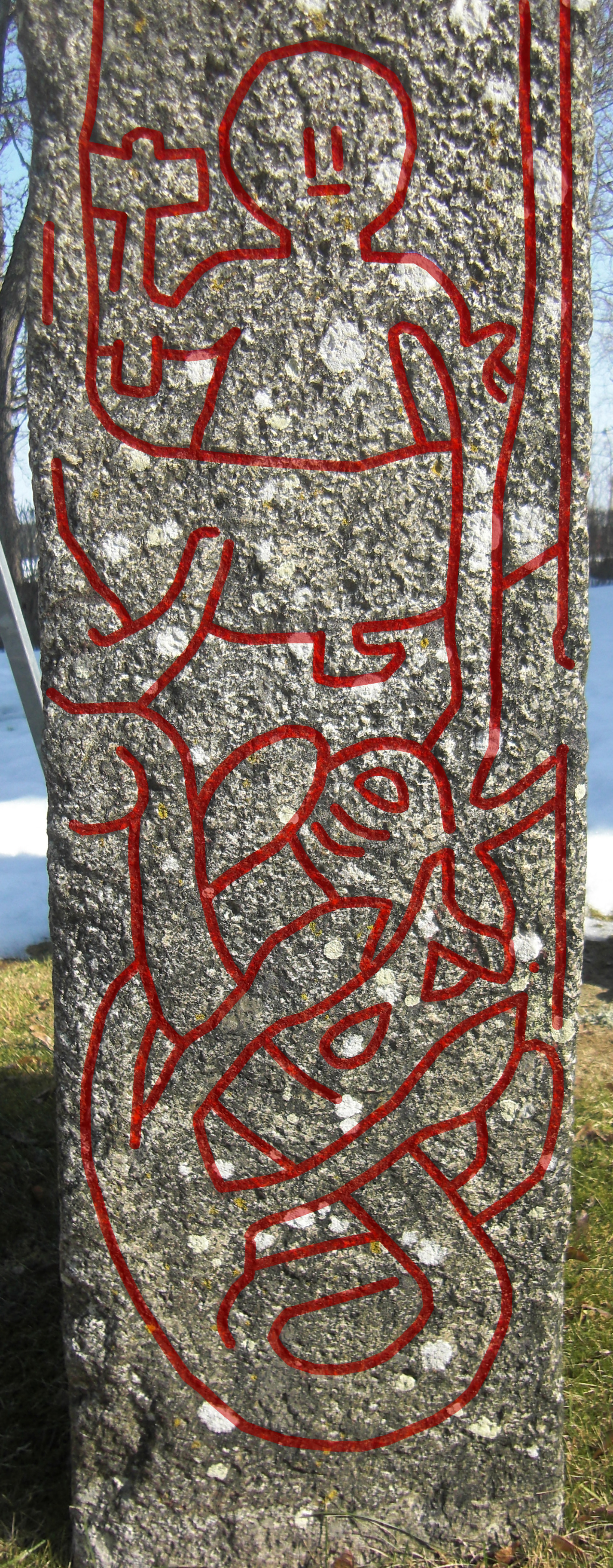
Thór s Mjöllnirem v ruce loví Jörmungandra v loďce, kamenná stéla, švédská Altuna

Podle severských mýtů bylo kladivo vyrobeno dvěma skřítky (či trpaslíky), Brokkem a jeho bratrem Sindrim, kteří ho ukovali ze srdce umírající hvězdy, jako třetí dar bohům, při sázce s Lokim. Thórovo kladivo má podle mytologie několik podivuhodných vlastností. Je nerozbitné, vždy trefí svůj cíl a poté se navrátí svému majiteli do ruky. Také se mohlo kdykoli zmenšit, aby je bůh mohl schovat pod svoji halenu. Kladivo je také nesmírně těžké, takže jej z říše Ásů uzvedne jenom Thór a jeho syn Magni, k tomu navíc potřebuje kouzelné rukavice a opasek.
Mjöllni(r) znamená v překladu „drtič“. Aby Thor touto strašlivou zbraní mohl bezpečně vládnout, má kovové rukavice a opasek síly, který zdesetinásobuje sílu. Toto kladivo létá po obloze ve formě blesku. Thór jej nepoužíval jenom k zabíjení obrů, nýbrž s ním mohl oživovat své kouzelné kozly, žehnal s ním k sňatkům, nebo oral pole.

## Kultický předmět
V severských zemích jsou nacházeny malé amulety Thórových kladiv v různých provedeních a velikostech, které nosili jako závěs na krku vyznavači severského předkřesťanského náboženství – polyteismu (křesťanstvím označováno také jako tzv. pohanství), zejména severští válečníci a mořeplavci (vikingové). Při svých válečných výpravách se dostali také na Island a do Británie, kde po sobě zanechali další unikátní amulety tohoto typu. Tvar kladiva byl specifický, nejčastěji mělo tvar obráceného písmena T s mírným výčnělkem připomínající runu Thurisaz, někdy zašpičatělého do tvaru šipky. Existovaly také výjimky, například na ostrově Hiddensee bylo nalezeno Thórovo kladívko složené ze čtyř vzájemně propletených křížků. Z Islandu pochází také Thórovo kladivo ve tvaru kříže s vlčí hlavou (někdy označovaného jako „vlčí kříž“). Zřejmě se jednalo o náboženský kultický předmět, který měl svého nositele chránit před zlem. Uvažuje se také o příbuznosti s křesťanským křížem, nebo o jako jeho pohanské protiváze, k tomu napovídá nejen tvar kladívek, ale také nález zachovalých forem ve kterých se Thórovy kladívka odlévala společně s křesťanskými křížky.
Symbolem Thórova kladiva byla mimo jiné i svastika,[zdroj⁠?!] později zneužitá nacismem. V dnešní době vznikají četné repliky historických kladiv boha Thóra, ale také kladívka zcela nová - moderní, které se historickými nálezy amuletů inspirovala jen okrajově. Tyto přívěšky jsou dnes ve velké oblibě zejména mezi přívrženci tvrdé severské hudby (např. viking metalu), novopohané severského či germánského rekonstrukcionismu, přívrženci kulturistiky inspirovaní bohem-silákem Thórem, dále milovníci severských vikingů, oživlé historie (tzv. „living history“) nebo severské kultury, mnohdy také nacionalističtí aktivisté, nebo v krajních případech neonacisté.

## Galerie

originální nálezy nebo jejich kresby:
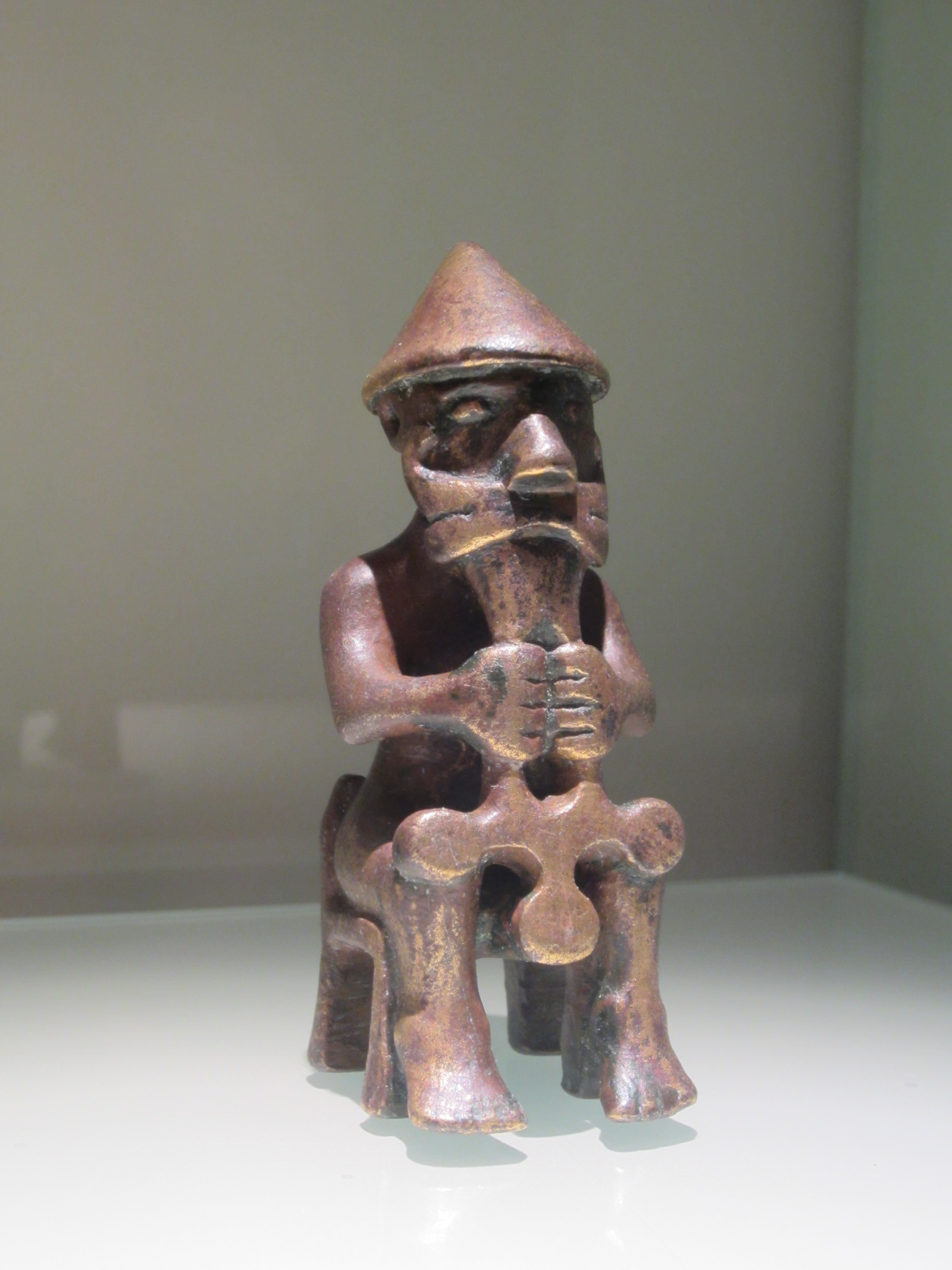
bronzová figurka (patrně Thóra s kladivem) v Islandském národním muzeu
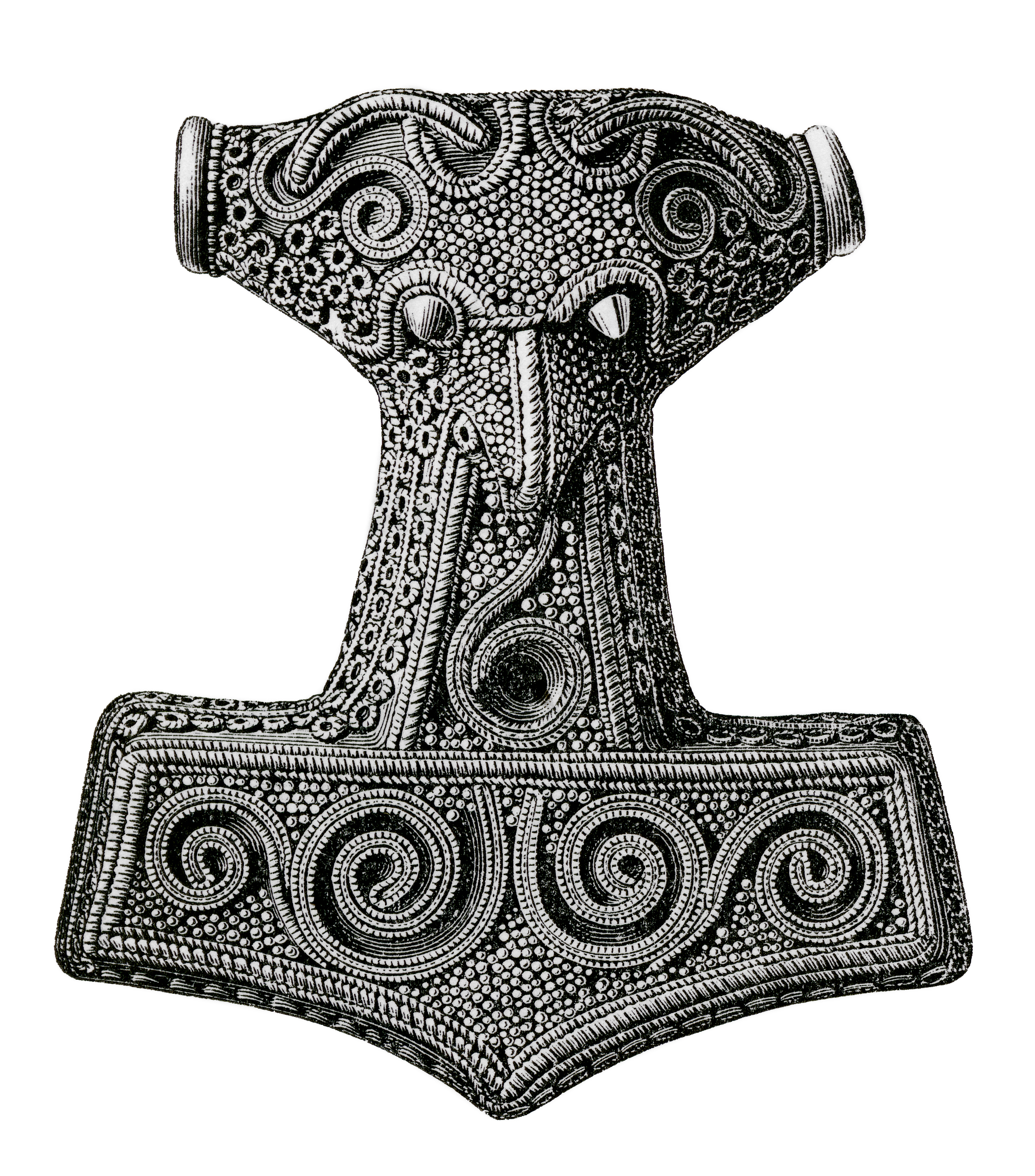
„havraní“ kladivo ze stříbra ze Skåne 9. stol., dnes uložené ve Švédském historickém muzeu
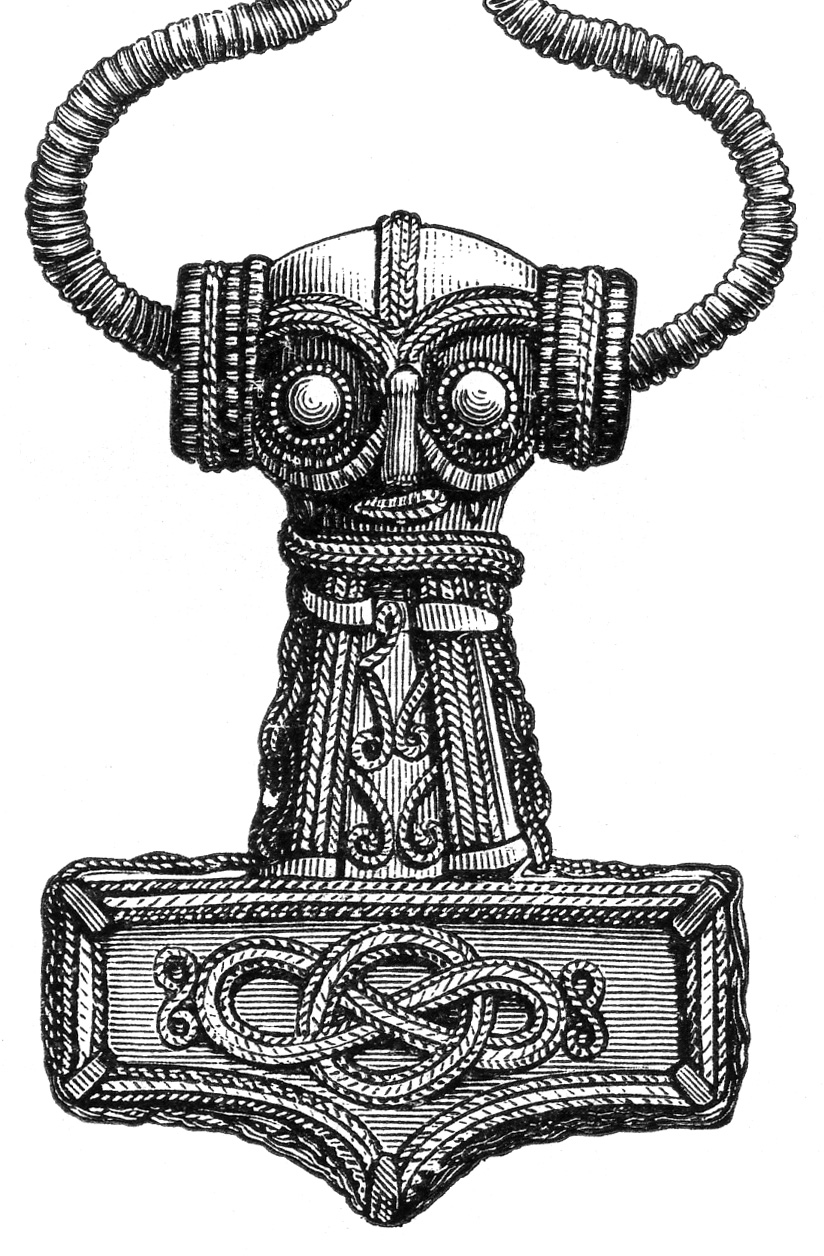
bohatě zdobené kladivo ze stříbra a zlata z 10. století z lokality Ödeshög, dnešní Švédsko
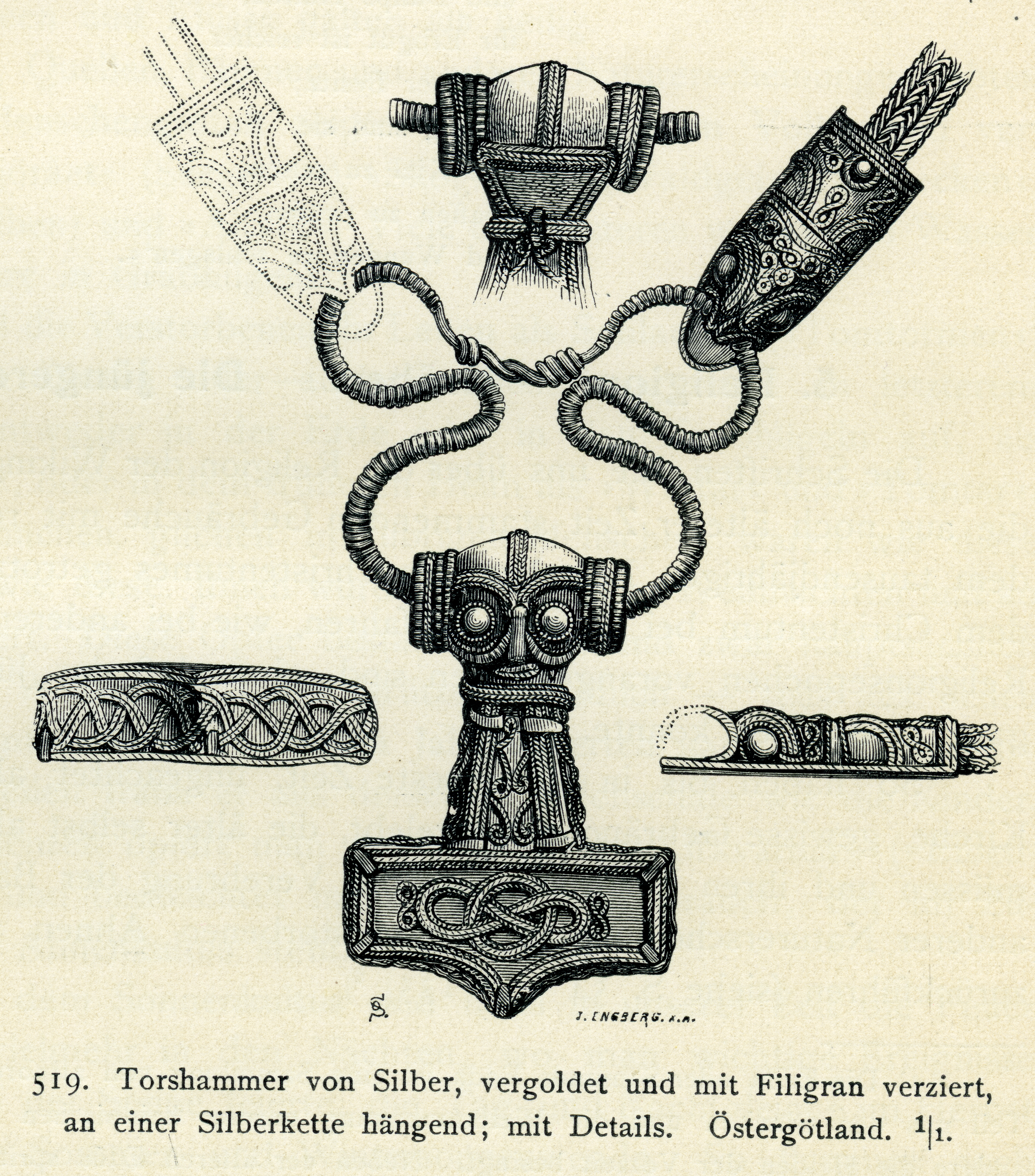
celková kresba kladiva z Ödeshög
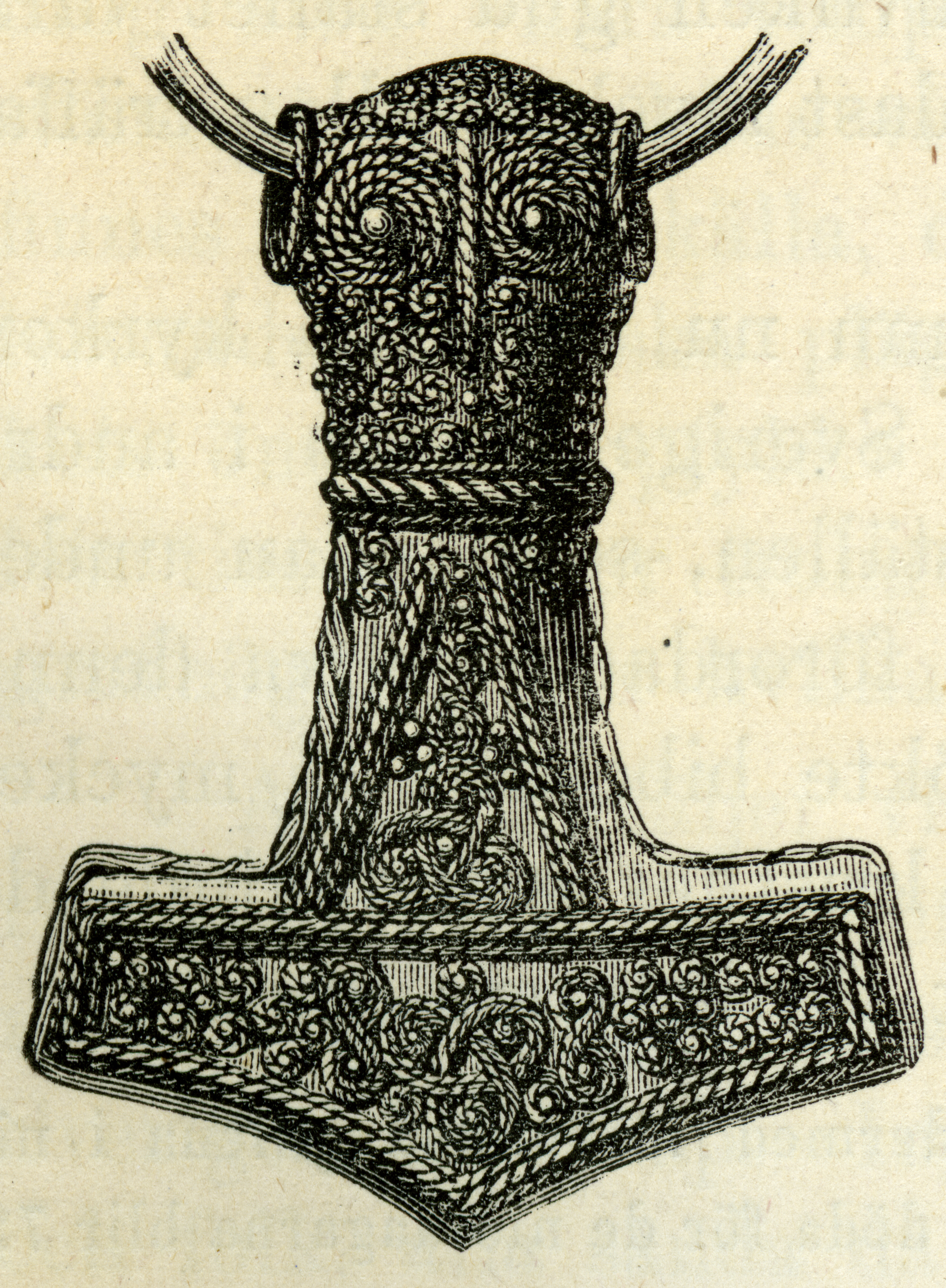
bohatě zdobené kladivo (výška 4,6 cm) ze švédského ostrova Öland, dnes ve Švédském Národním muzeum historie
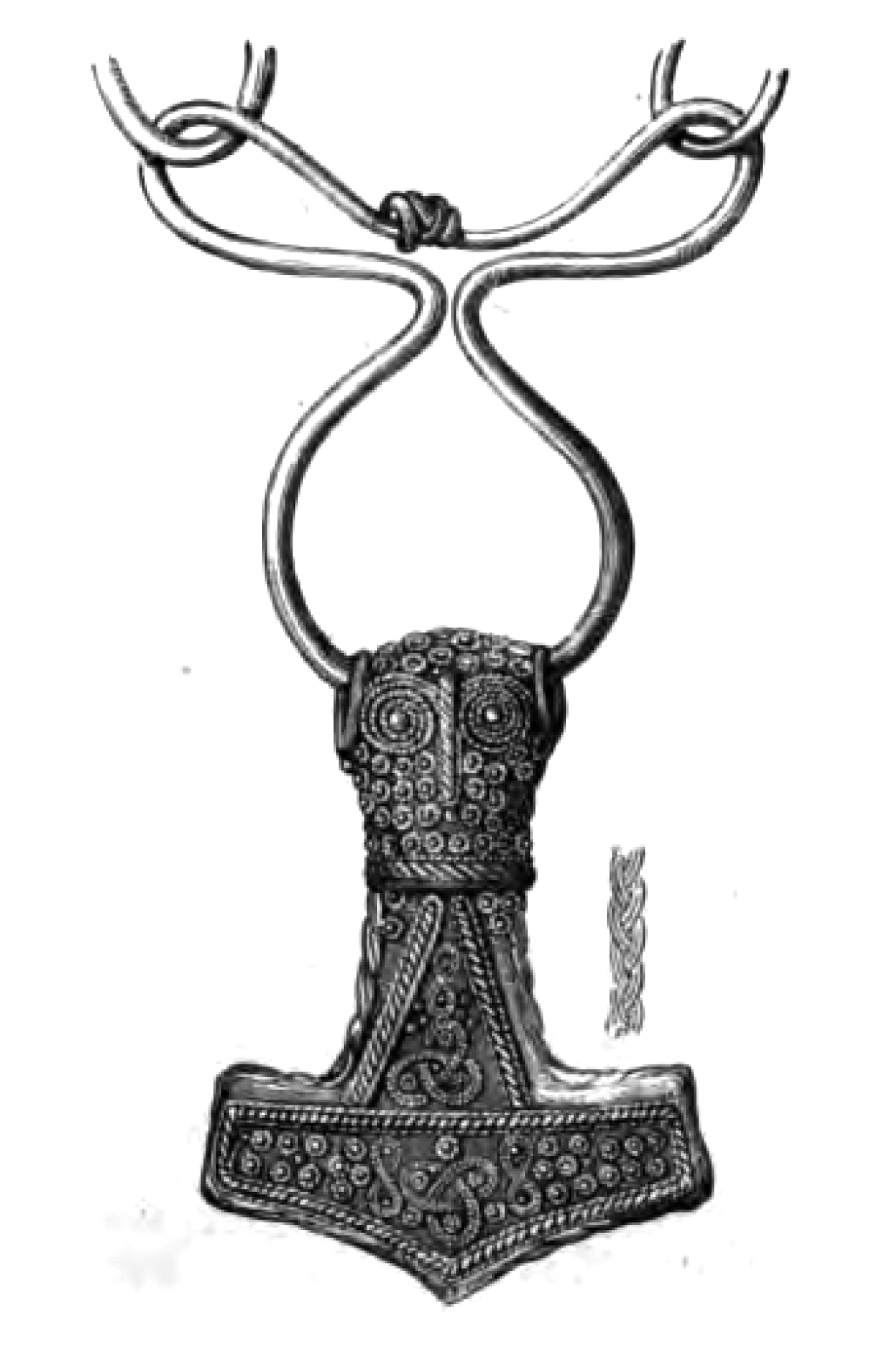
celkový pohled na kladivo ze švédského ostrova Öland
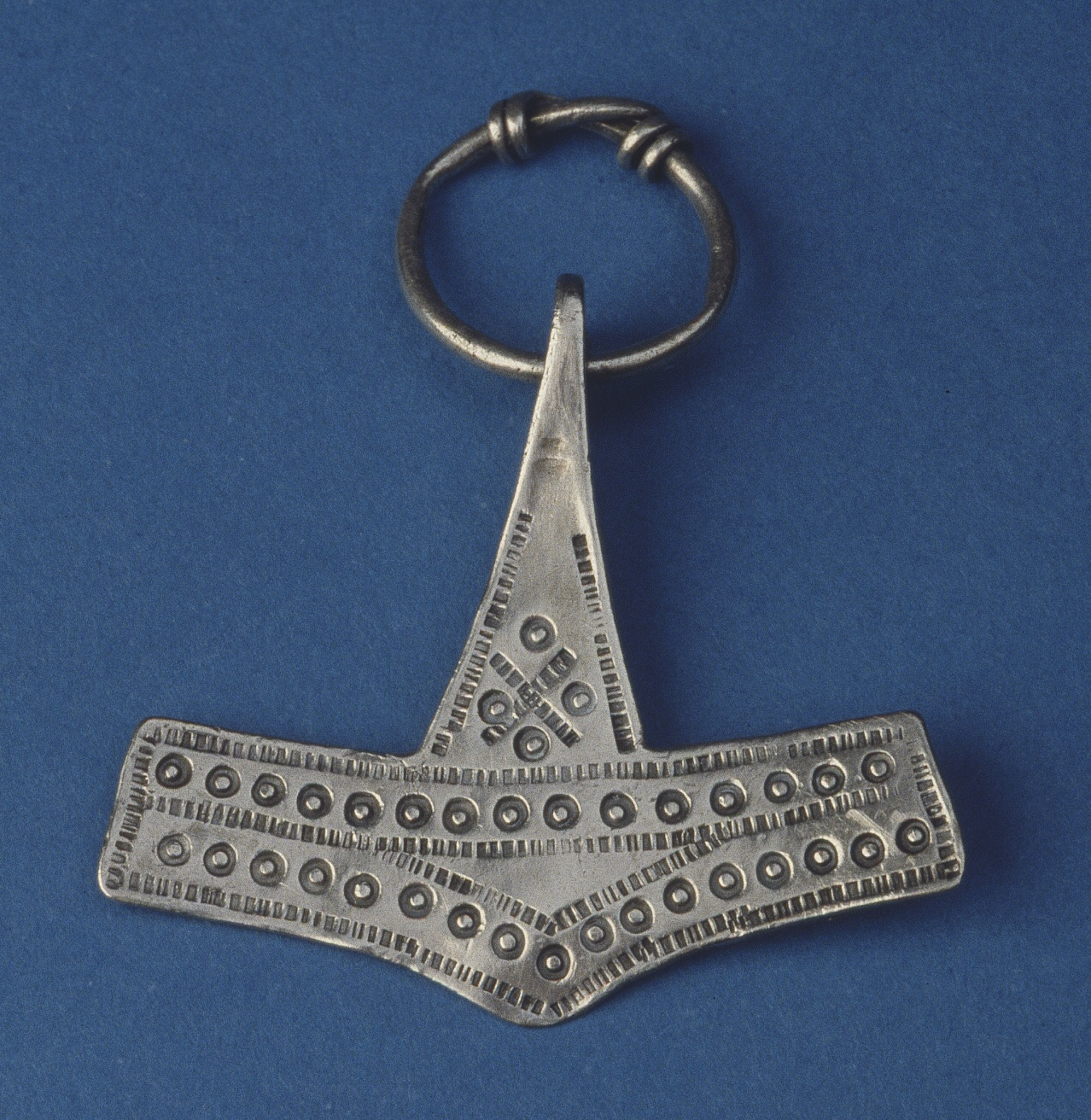
originální amulet z dánského Rømersdalu na ostrově Bornholm
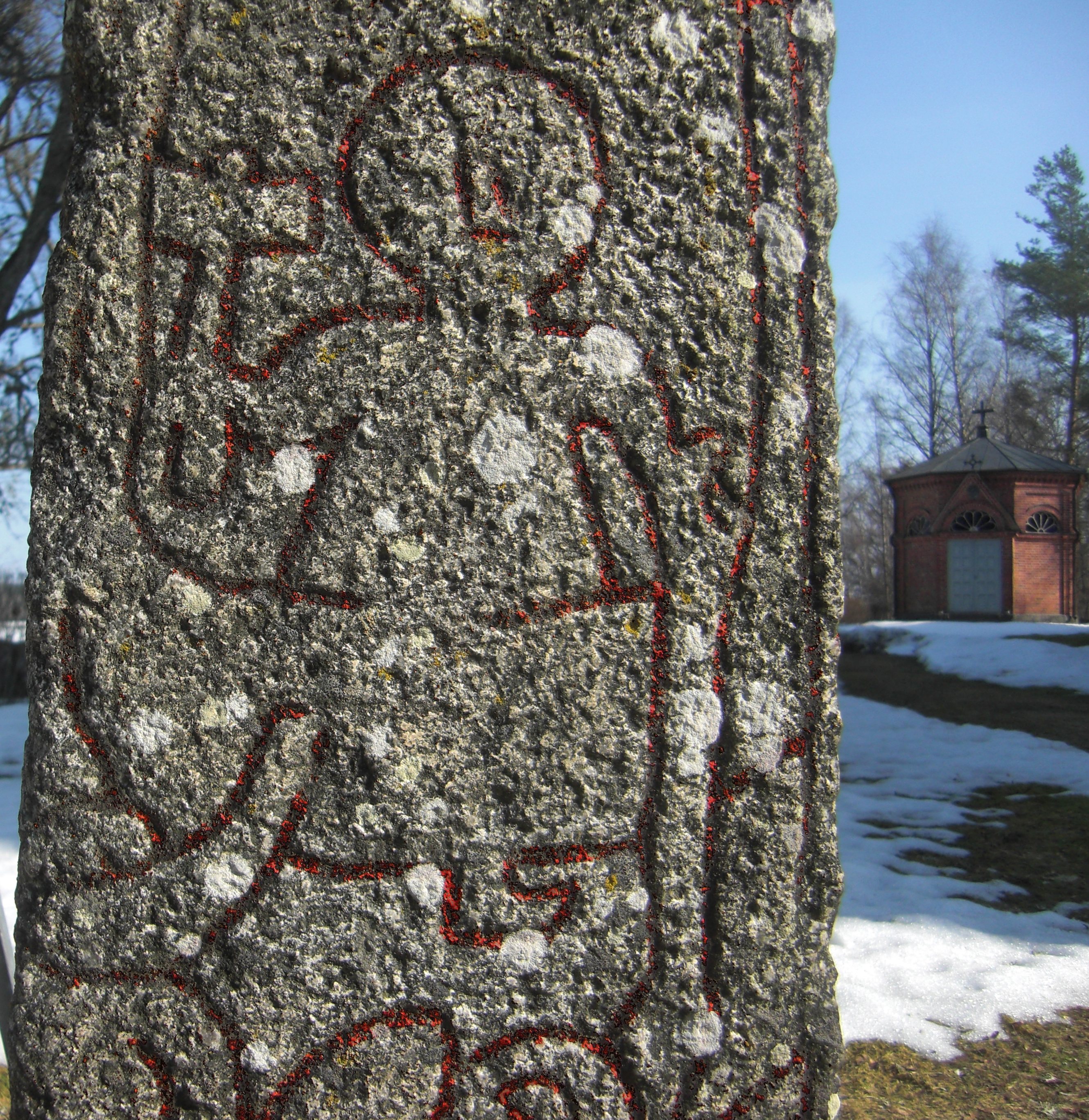
detail vyobrazení boha Thóra s kladivem Mjollni na runovém kameni blízko kostela ve švédské provincii Uppland
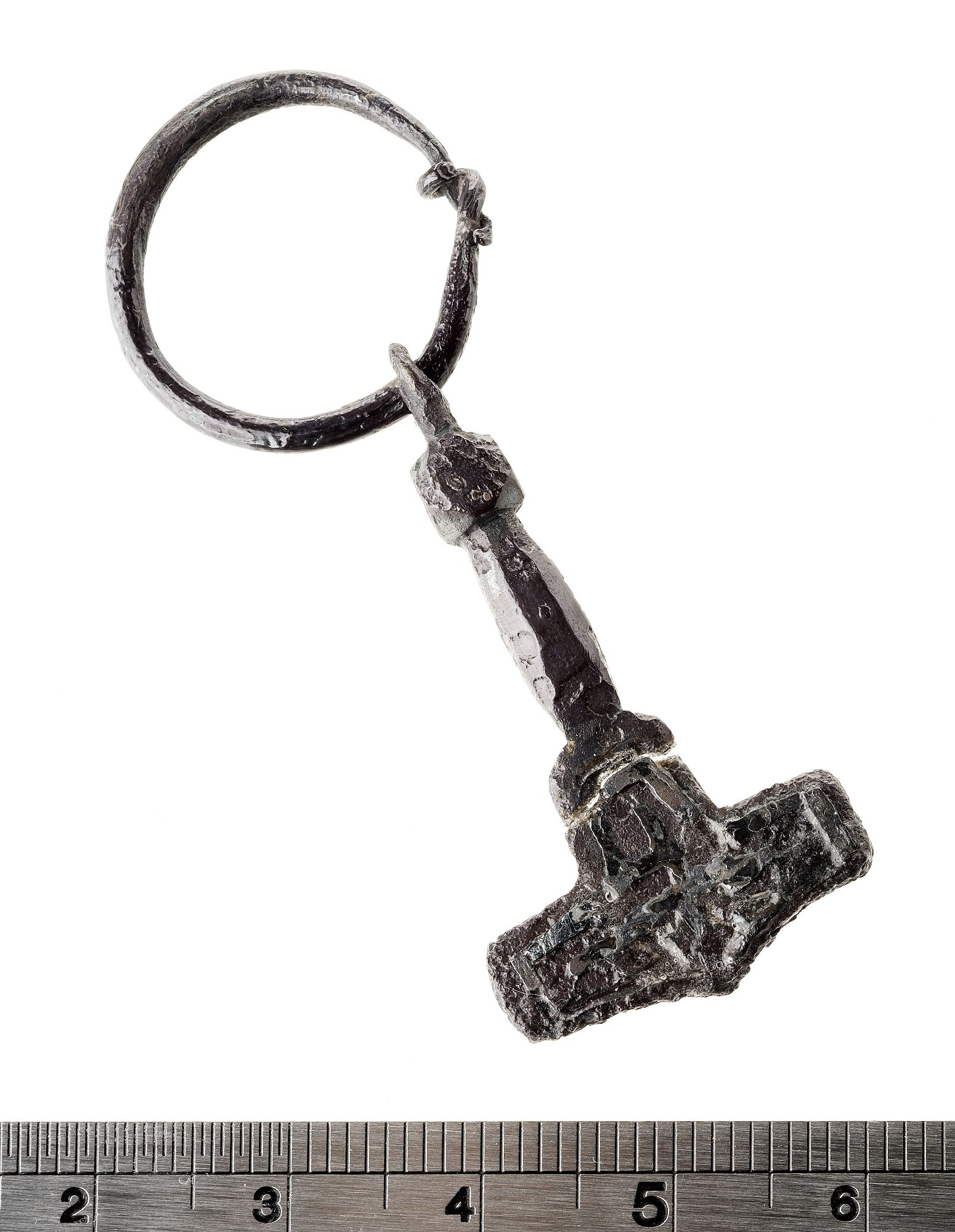
originální amulet ze švédské Birky
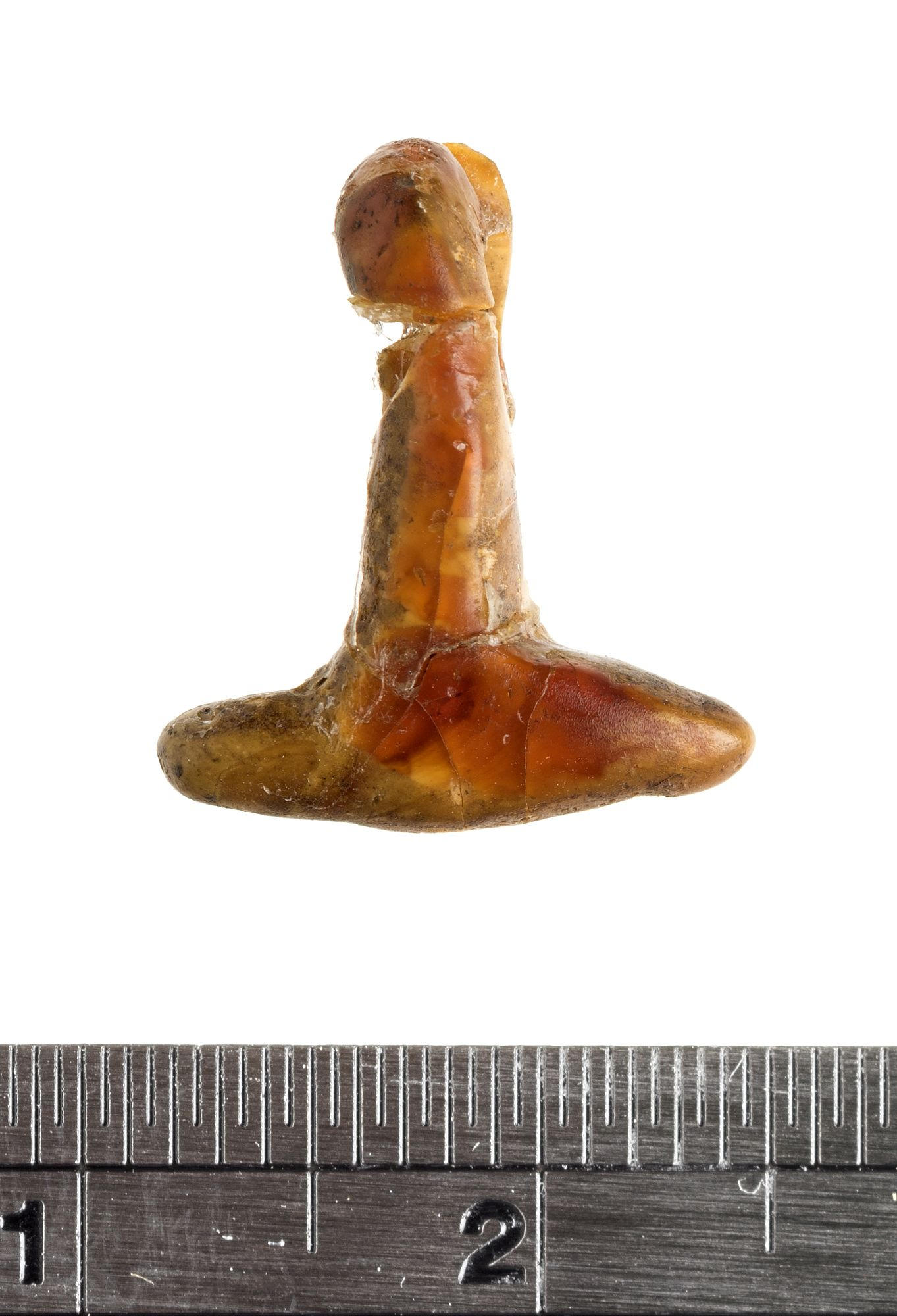
jantarové kladívko nalezené na dánském ostrůvku Björkö
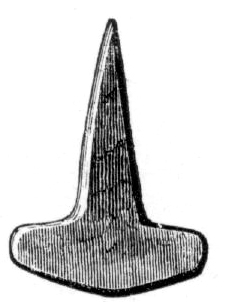
stříbrné kladivo z norské oblasti Hordaland
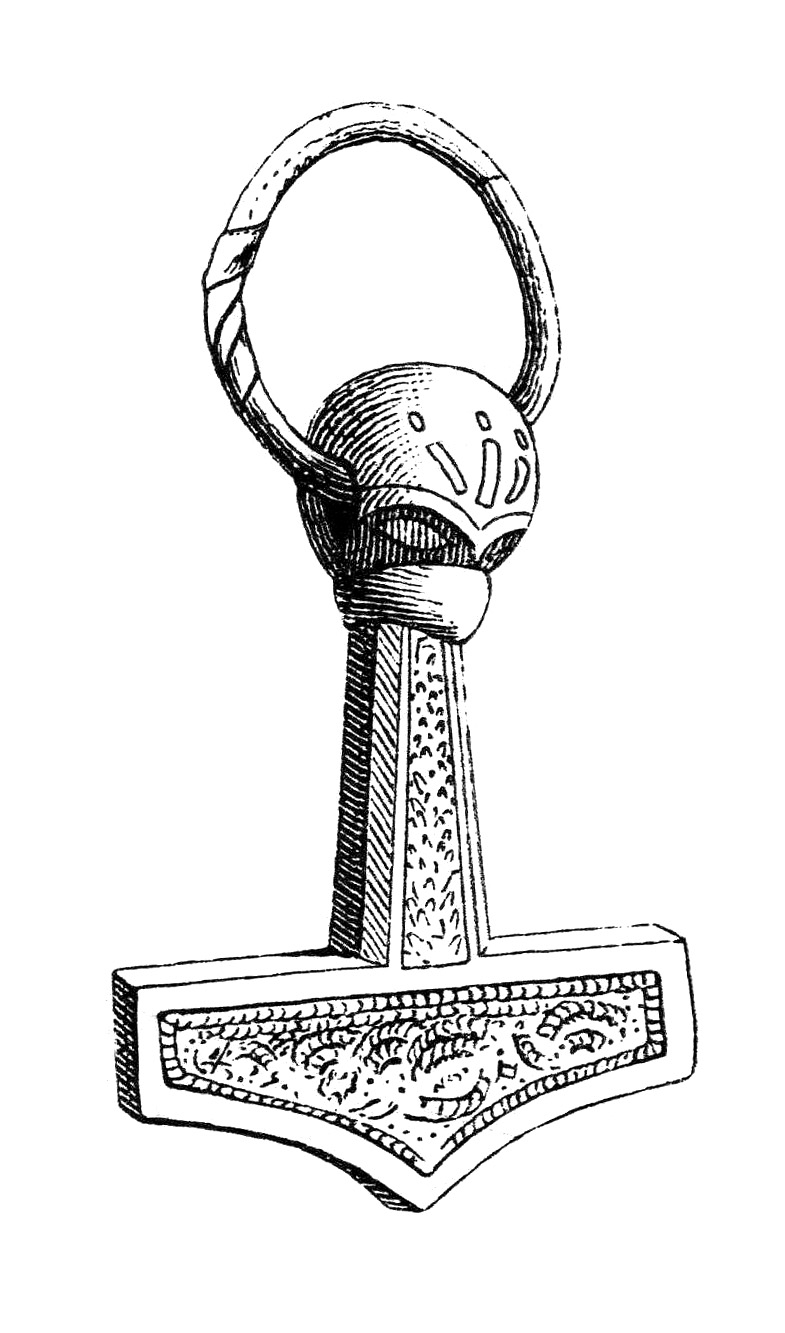
pozlacené kladivo se zlatým kroužkem z 9. století z dánského ostrov Møn
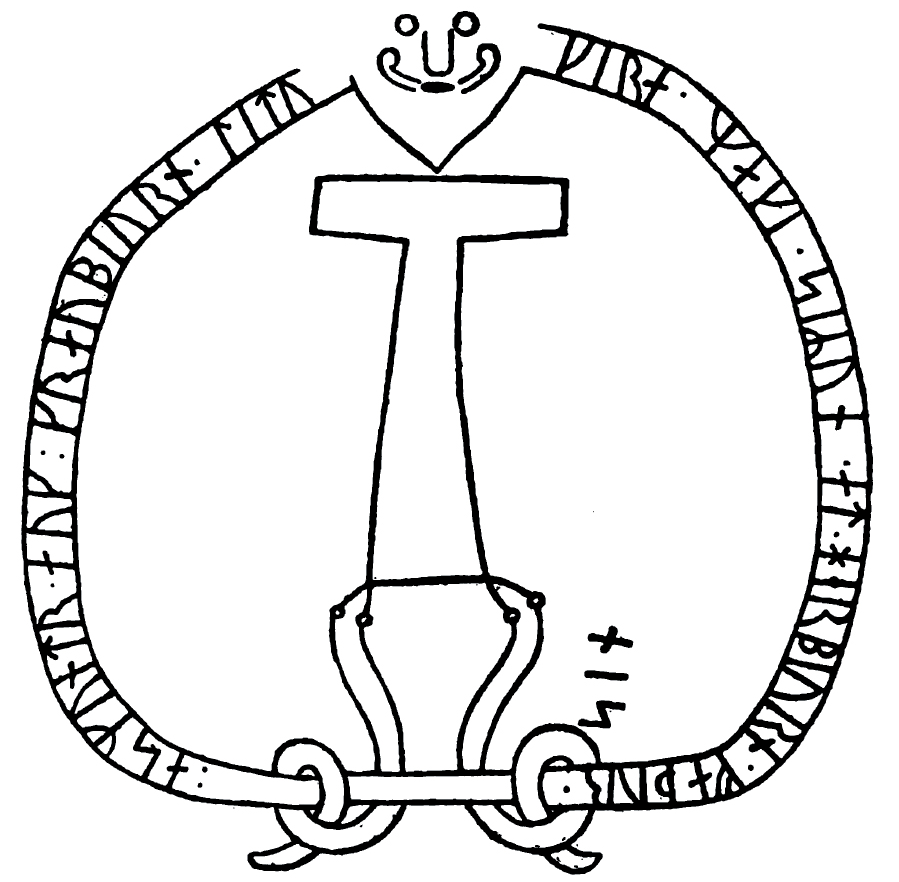
kresba kladiva z runového kamene
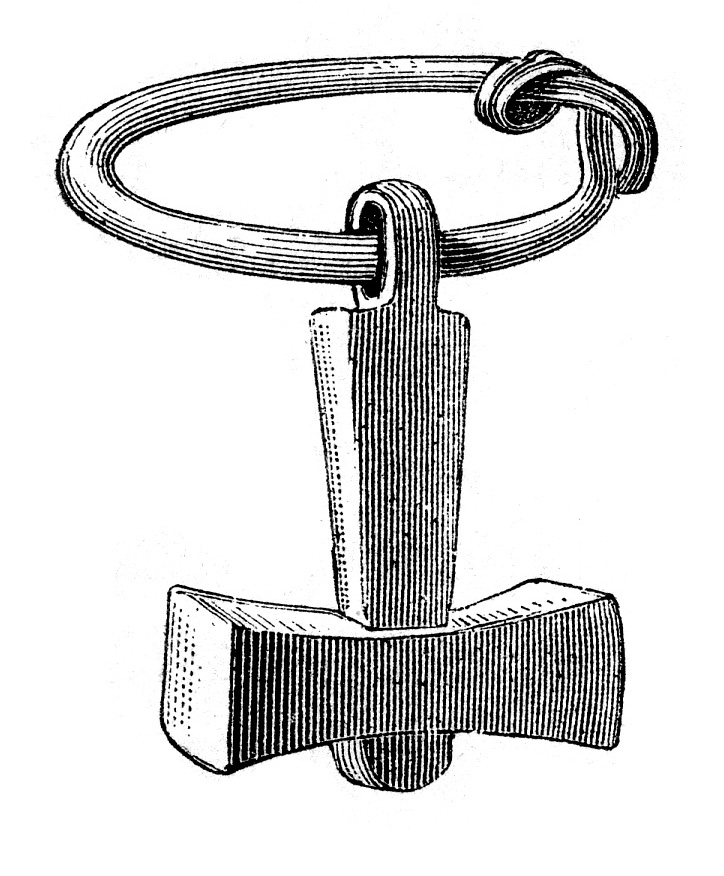
stříbrné nalezené blízko města Uppsala ve švédské provincii Uppland
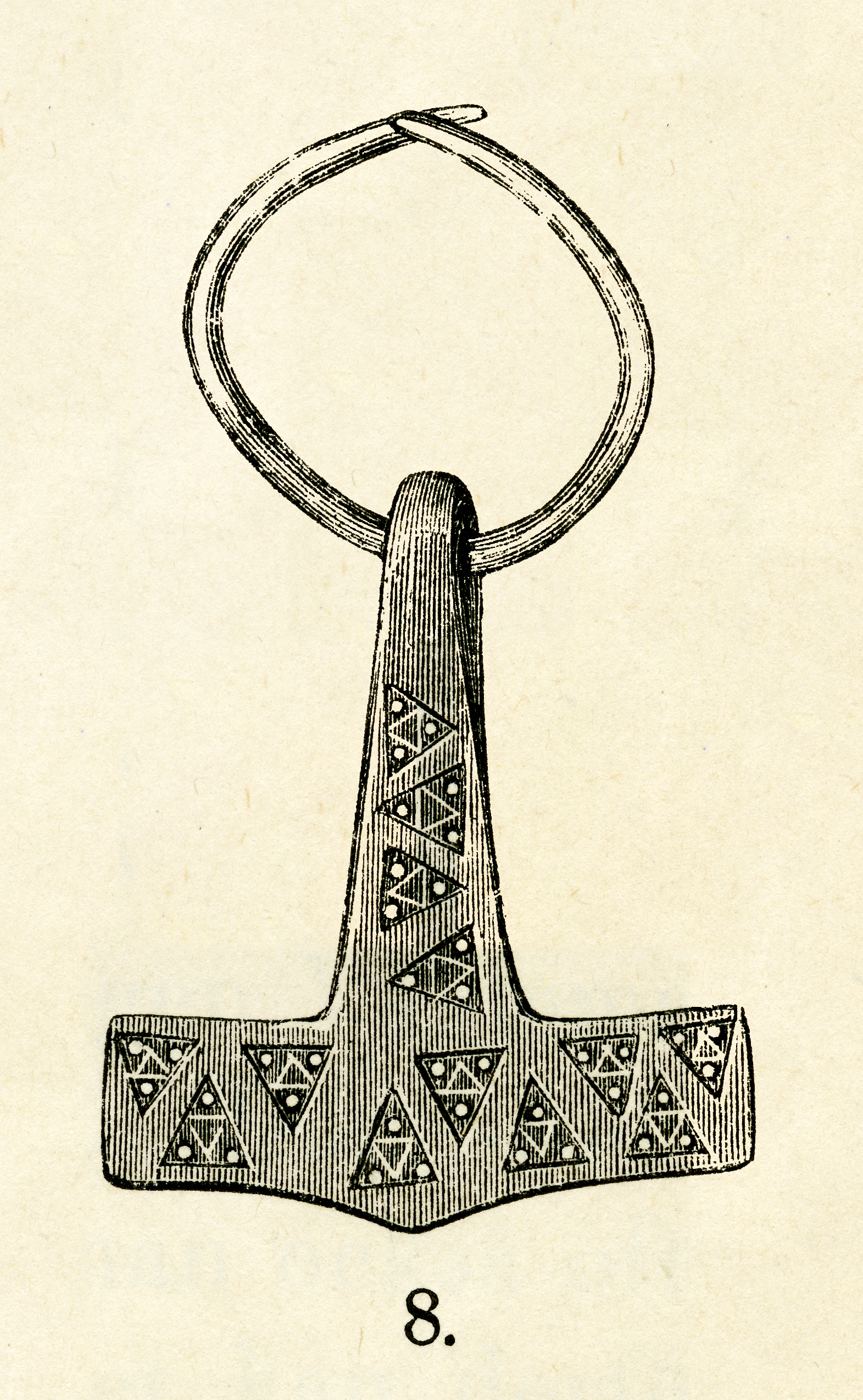
kladivo ze švédské provincie Småland
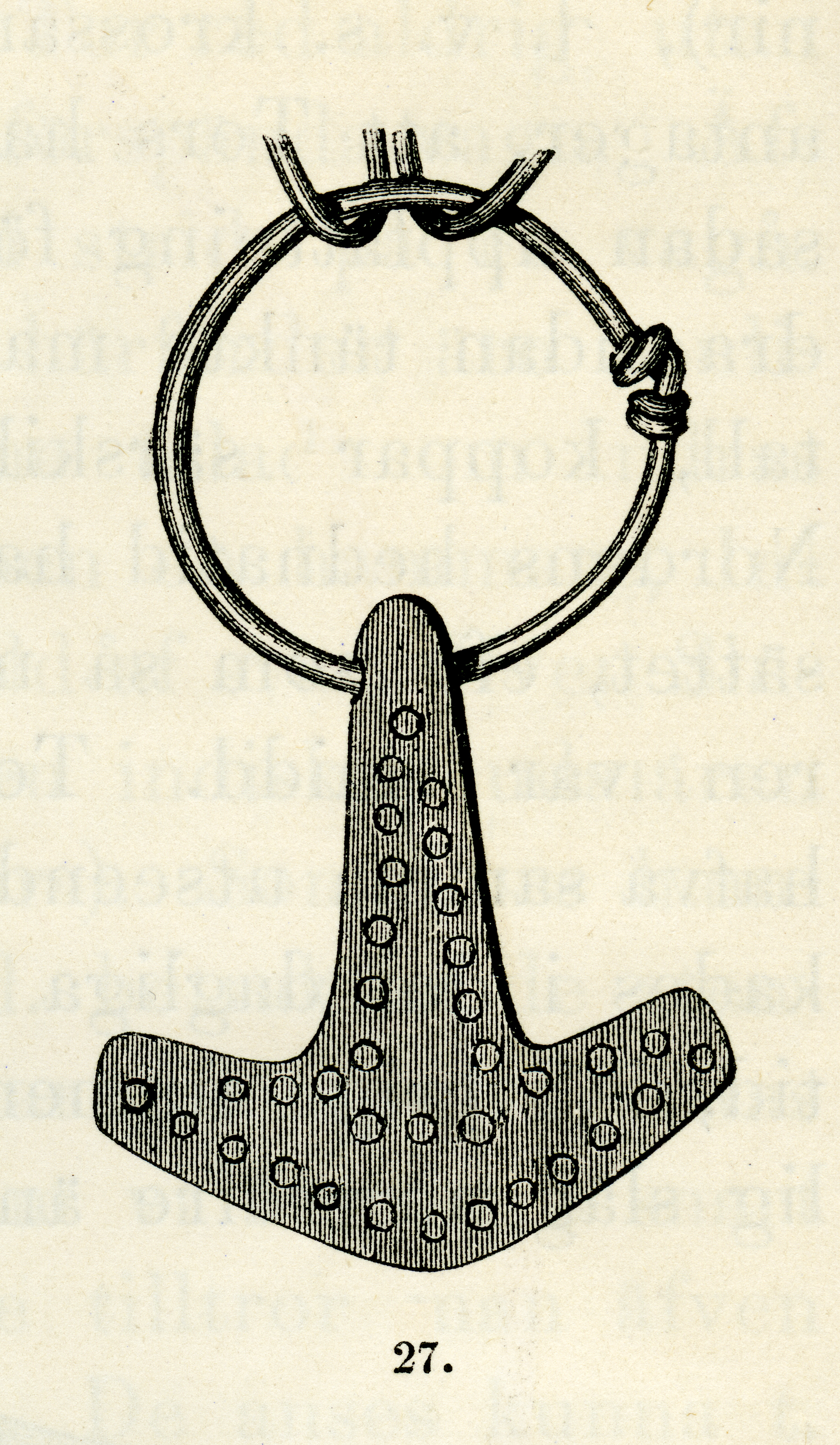
kladivo ze švédské provincie Halland
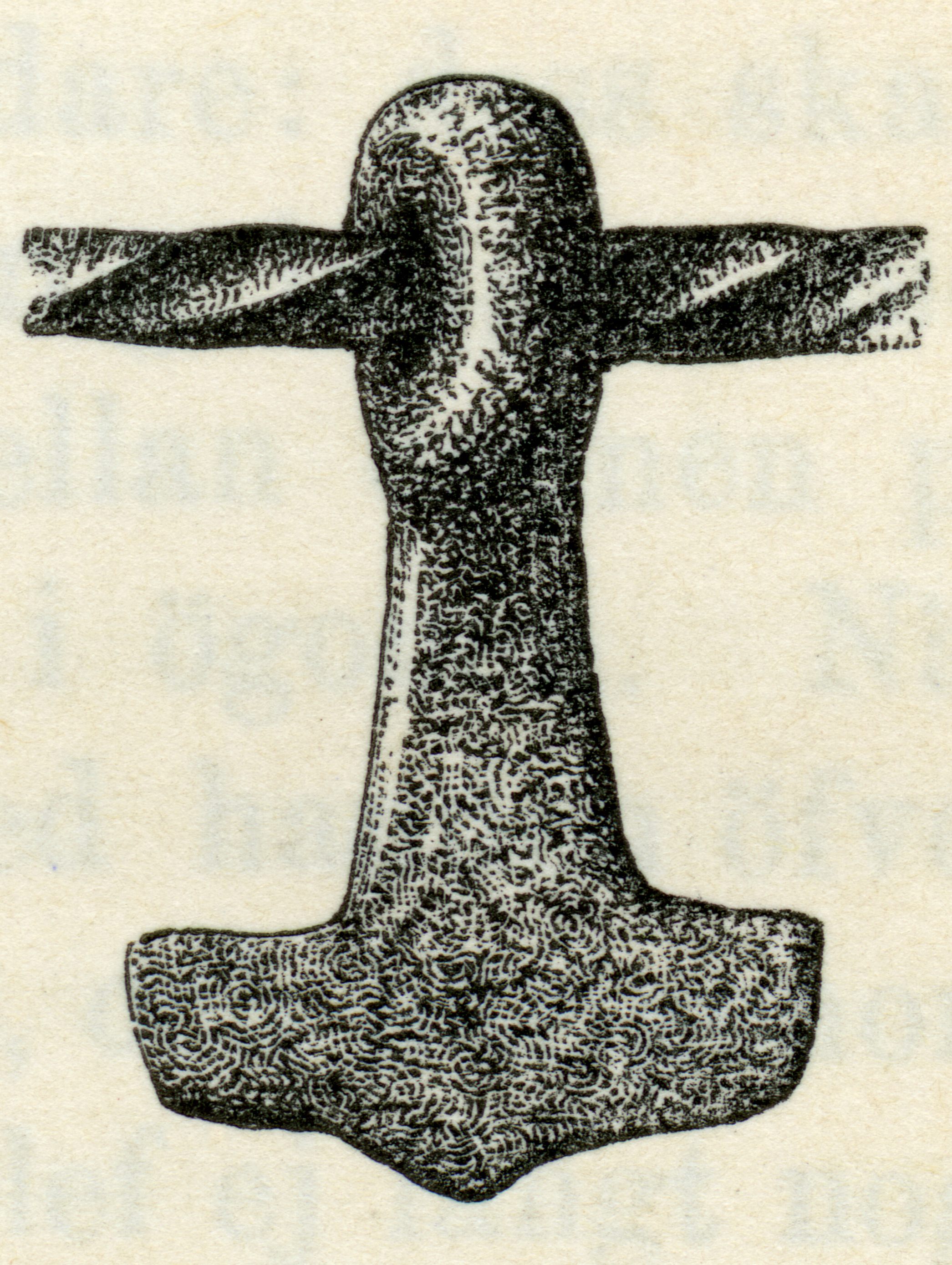
kovové kladivo ze švédské provincie Södermanland
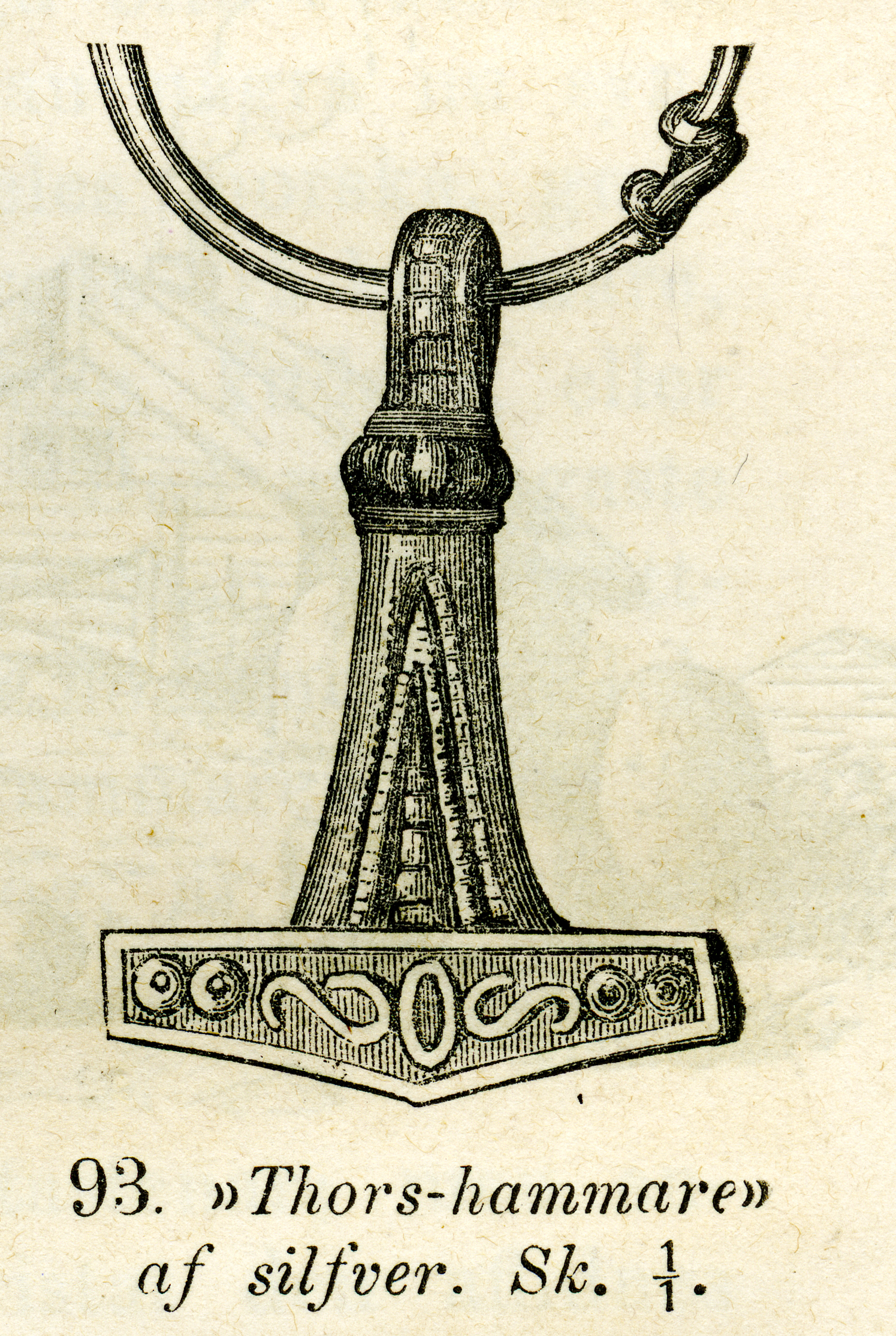
méně známé stříbrné kladivo ze švédské provincie Skåne
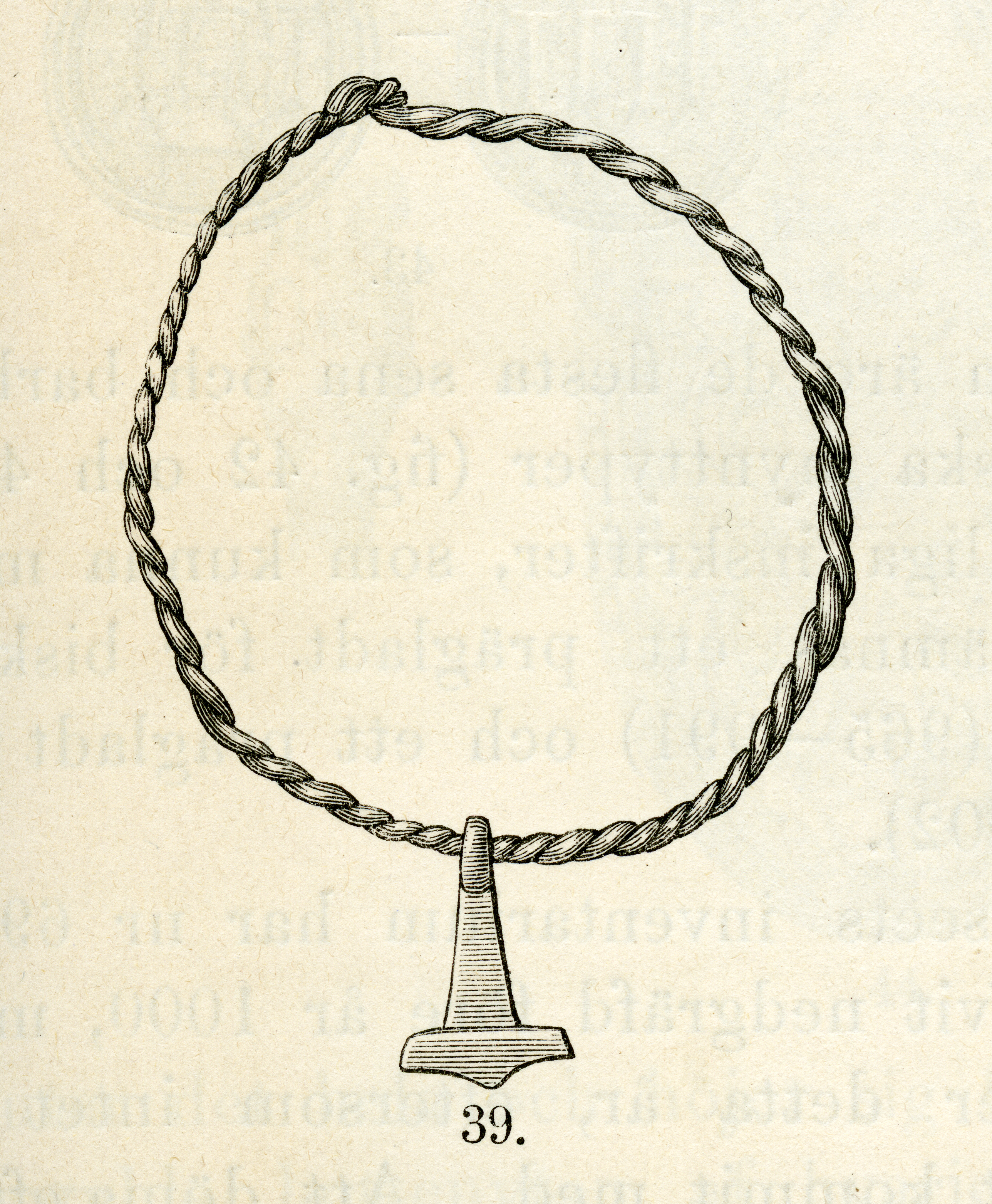
stříbrný náhrdelník s kladivem ze Skåne

repliky kladiv & související obrázky:
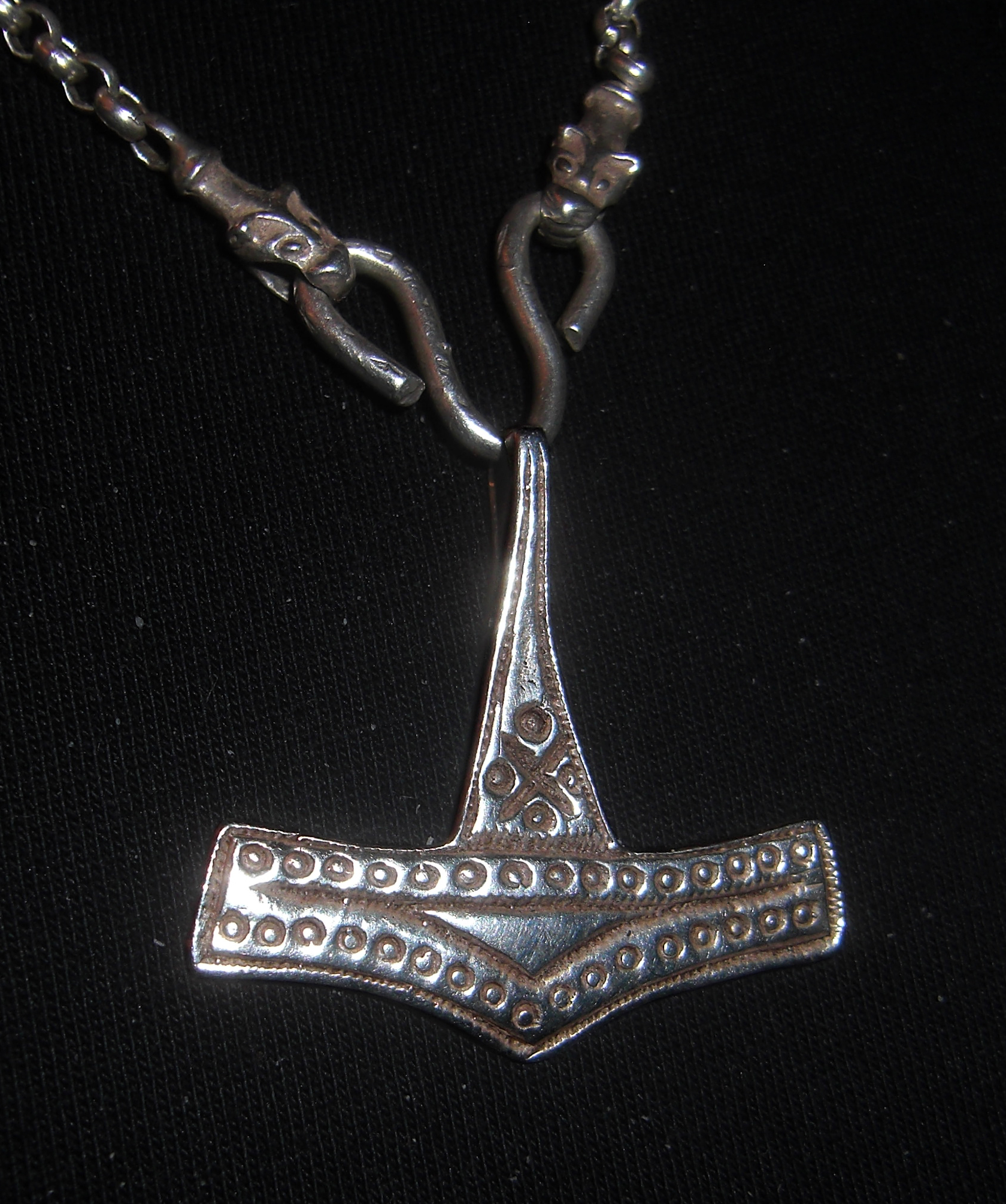
stříbrná replika dle originálu z 10. století z dánského ostrova Bornholm
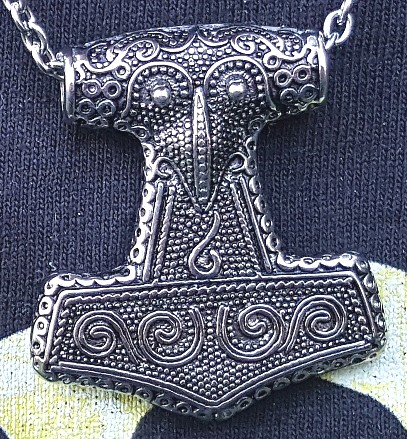
stříbrná replika švédského kladiva ze Skåne
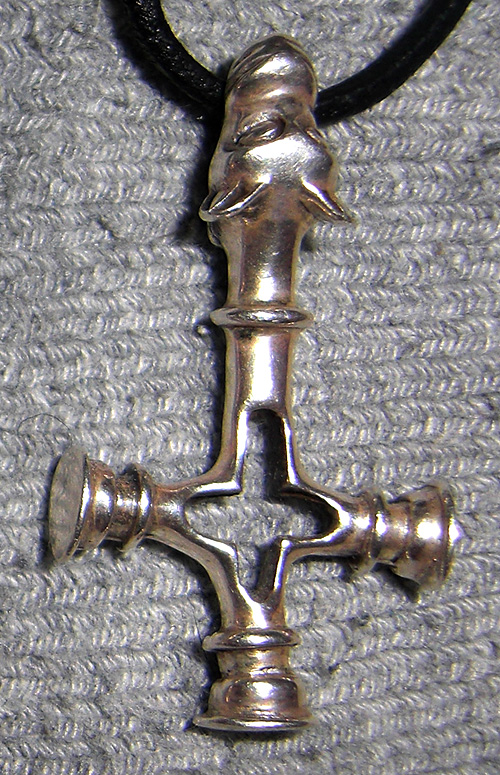
stříbrné replika islandského Mjöllniru neboli „vlčího kříže“ z přelomu 10.–11. století
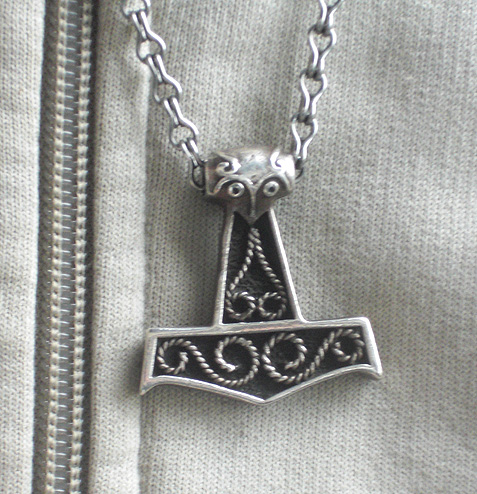
moderní kladivo Mjöllni odvozené od kladiva ze Skåne
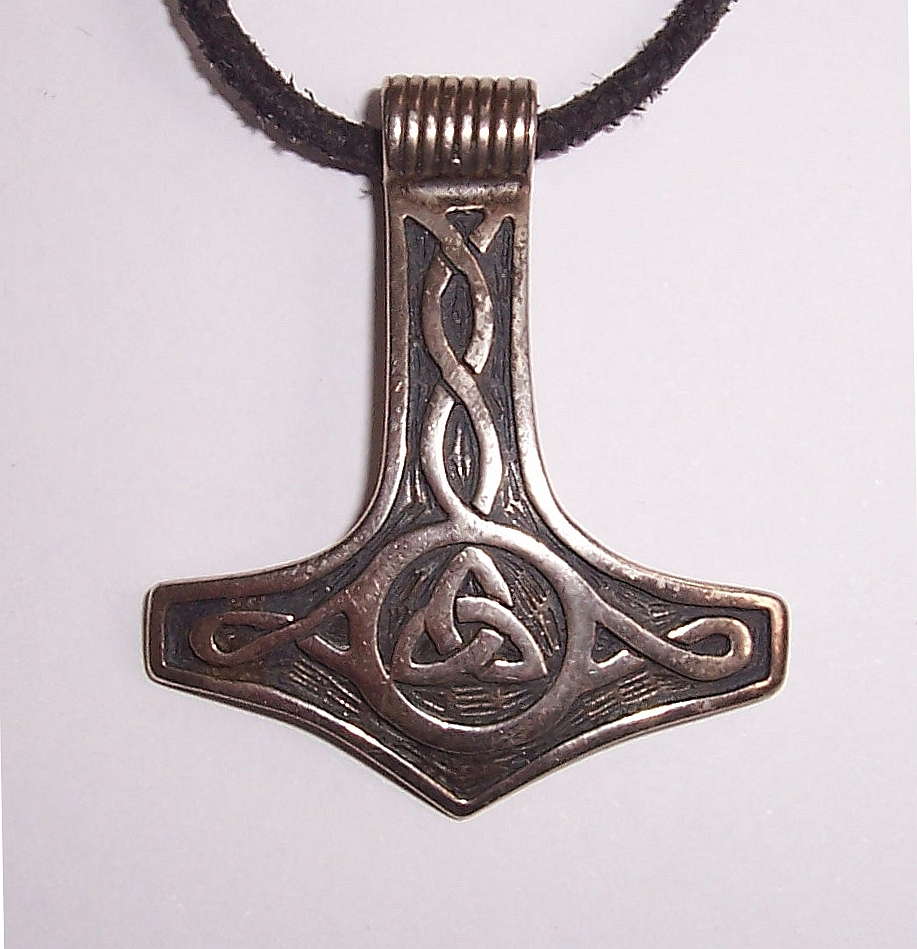
moderní kladivo Mjöllni v keltském stylu coby módní doplněk
Thórovo kladivo jako heraldický symbol coby znak švédské oblasti Torsås
znak Tórshavnu, hlavního města Faerských ostrovů
znak francouzské komuny Turretot v departementu Seine-Maritime